# Jaro Merinsky
Jaroslav Karl Merinsky (* 31. Dezember 1895 in Sarajevo; † 25. April 1978 in Linz) war ein österreichischer Architekt.

## Leben
Jaro Merinsky besuchte die Graphische Lehr- und Versuchsanstalt und die Akademie der bildenden Künste Wien. Er studierte an der Technischen Hochschule Wien.
An der technischen Hochschule bekleidete er von 1956 bis 1957 das Amt als Dekan der Fakultät für Bauingenieurwesen und Architektur sowie von 1962 bis 1963 als Rektor. In den Jahren 1964 bis 1967 war er Präsident der Österreichischen Gesellschaft für Denkmal- und Ortsbildpflege.
Im Auftrag der Gemeinde Wien entwarf Merinsky unter anderem Wohnhausanlagen.

## Werke
- mit Carl Rössler: Rainergasse 26-28 (Wohnhausanlage), Wien 1950–1951.[1]
- mit Elisabeth Hofbauer-Lachner: Wattmanngasse 58-60, Wien 1957–1958.[4]
- Heiligenstädter Straße 167-171 (Wohnhausanlage), Wien 1960.[5]
- Heiligenstädter Straße 152 (Wohnhausanlage), Wien 1961–1962.[6]
- mit Erich Sulke: Dampfgasse 18-20 (Wohnhausanlage), Wien 1968–1970.[7]

## Schriften
- Handbuch der Gebäudelehre : (Profanbau). Deuticke, Leipzig, Wien 1934.
- Stil-Lehre und Geschichte des Möbels. Österr. Gewerbe-Verl., Wien 1937.
- Hochbau : Raumbaukonstruktionslehre. 1. Einleitung. Wandbau. Deuticke, Wien 1948.
- Hochbau : Raumbaukonstruktionslehre. 2. Decken, Lager- und Verkehrsflächen. Deuticke, Wien 1949.
- Hochbau : Raumbaukonstruktionslehre. 3. Dächer, Gerüstung, baugebundene Einrichtungen. Deuticke, Wien 1951.
- Konstruktion, Struktur und Form. Techn. Hochschule, Wien 1962.